# San Pedro Ixtlahuaca
San Pedro Ixtlahuaca là một đô thị thuộc bang Oaxaca, México. Năm 2005, dân số của đô thị này là 5321 người.